# فوردگرایی
فوردگرایی گرایشی متأثر از نظام اقتصادی حاکم بر کارخانه‌های خودروسازی هنری فورد در امریکاست که شکل پیچیده‌تری از تایلُرگرایی (Taylorism) است مبتنی بر ترکیبی از قیمت‌ پایین‌تر و دستمزد بالاتر و خط تولید بهبود‌یافته و بازاریابی و تسهیلاتی خاص برای مصرف‌کننده.
فوردگرایی به عنوان یک نظام مهندسی صنعتی و تولیدی شناخته می‌شود که بنیان‌گذار سیستم‌های اقتصادی و اجتماعی کاری است که از تولید انبوه و مصرف گستردهٔ استاندارد شدهٔ صنعتی پشتیبانی می‌کنند. این مفهوم، که به نام هنری فورد نام‌گذاری شده، در تئوری‌های مدیریتی، اقتصادی و اجتماعی مرتبط با تولید، شرایط کاری، مصرف و پدیده‌های مشابه، مخصوصاً در قرن بیستم، کاربرد دارد. این اصطلاح همچنین یک ایدئولوژی پیشرفتهٔ سرمایه‌داری را معرفی می‌کند که متمرکز بر سیستم‌های اقتصادی و اجتماعی آمریکایی در دوران رونق پس از جنگ است.

## بررسی اجمالی
فوردگرایی به سیستم تولیدی موسوم است که با هدف ساخت محصولات یکنواخت و ارزان قیمت طراحی شده و حقوق کافی به کارگران برای خرید همان محصولات پرداخت می‌کند. این روش همچنین به عنوان الگویی برای رشد اقتصادی و پیشرفت فناوری بر پایه تولید انبوه شناخته شده است: تولید انبوه محصولات استاندارد با استفاده از ماشین‌آلات مخصوص و نیروی کار بی‌مهارت. فوردگرایی ابتدا برای افزایش کارایی در صنعت خودرو به کار رفت، اما اصول آن قابلیت اجرا در هر فرایند تولیدی را دارد. سه اصل کلیدی به موفقیت‌های بزرگی منجر شده است:
1. استاندارد محصول تولیدی (هیچ محصولی با دست ساخته نمی‌شود، اما همه چیز از طریق ماشین آلات و قالب توسط کارگران ساده ساخته می‌شود)
2. استفاده از خطوط مونتاژ، که از ابزارها و/یا تجهیزات ویژه استفاده می‌کنند تا در تولید محصول نهایی به کارگران ماهر کمک کنند..
3. به کارگران دستمزدهای بالاتری داده می‌شود تا بتوانند محصولاتی را که خود تولید می‌کنند، بخرند.

اصولی که هنری فورد پیاده‌سازی کرد، در کنار پیشرفت‌های تکنولوژیکی آن دوران، به او امکان داد تا شیوهٔ کاری انقلابی خود را به بار بنشاند. خط مونتاژ او، گرچه نوآورانه نبود و پیش از این در کشتارگاه‌ها به کار رفته بود، اما تحولی عظیم در صنعت به وجود آورد. نوآوری بزرگ او در تقسیم کارهای پیچیده به فعالیت‌های ساده‌تر با استفاده از ابزارهای مخصوص بود. این کارهای ساده‌تر، قطعات قابل تعویضی را به وجود آوردند که به‌طور یکسان و مداوم قابل استفاده بودند. این انعطاف‌پذیری، خط مونتاژی را ایجاد کرد که قادر بود تا اجزای خود را برای تولید محصولات مختلف تغییر دهد. در حقیقت، خط مونتاژ پیش از فورد وجود داشت، اما کارایی آن به اندازهٔ روشی که فورد ابداع کرد نبود. دستاورد واقعی فورد در تشخیص پتانسیل این روش و بازسازی آن به شکلی کارآمدتر بود که به بهینه‌سازی فرآیندهای تولیدی در جهان واقعی منجر شد. اصلی‌ترین مزیت این اتفاق کاهش نیروی کار که منجر به کاهش قابل توجه هزینه‌های تولید بود.
فوردگرایی چهار سطح دارد که توسط باب جسوپ اینگونه توصیف می‌شود.
1. فرایند کار سرمایه‌داری: از طریق اجرای روش‌های تولید بسیار سازمان‌یافته و تیلوریستی که برای تولید خروجی بالاتر طراحی شده‌اند، می‌توان تولید را افزایش داد و کارگران را به‌طور کامل مورد استفاده قرار داد.
2. رژیم انباشت: تحت پایبندی به یک "دایره با فضیلت رشد " با افزایش بهره‌وری، دستمزدها افزایش می‌یابد که منجر به بهره‌وری، تقاضا، سرمایه‌گذاری و کارایی عملیاتی بالاتر می‌شود.
3. حالت اجتماعی تنظیم اقتصادی: وضوح با تجزیه و تحلیل ورودی/خروجی سرمایه، هم در خرد [دستمزد، حرکت داخلی] و هم در کلان [بدن پولی، تجاری بودن، روابط خارجی] به دست می‌آید.
4. شیوه عمومی «جامعه سازی»: رمزگشایی نقش دولت‌ها و شرکت‌ها در سبک زندگی اقتصادی روزمره و الگوهای نیروی کار، عادت‌ها اقتصادی آنها و تأثیر منطقه ای.

## پیش زمینه

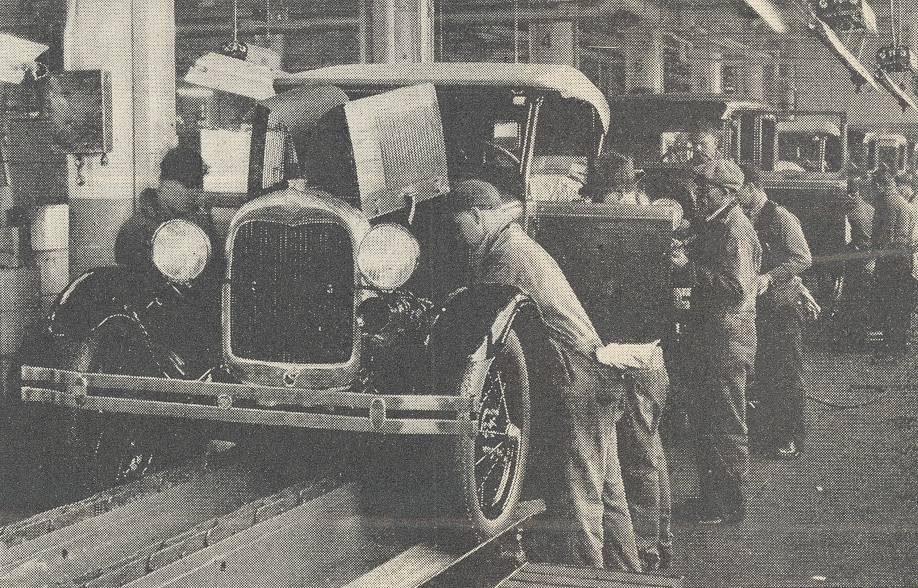
خودروهای فورد (نمونه A نشان داده شده) به نماد تولید مؤثر در مقیاس تبدیل شدند. کارایی هر دو قیمت خودروها را کاهش داد و به فورد اجازه داد که دستمزد کارگران خود را افزایش دهد. به همین دلیل کارگران عادی می‌توانستند ماشین‌های تولید شده توسط خود را خریداری کنند.

در اواخر قرن نوزدهم و اوایل قرن بیستم، بین سال‌های ۱۸۹۰ تا ۱۹۱۰، شرکت فورد موتور به عنوان یکی از صدها شرکت کوچک تولیدکننده خودرو شناخته شد. پس از پنج سال فعالیت در زمینه تولید اتومبیل، فورد مدل T را روانه بازار کرد که با وجود سادگی و وزن سبک، برای عبور از جاده‌های نه چندان توسعه‌یافته آن زمان مناسب بود. تولید انبوه این مدل، هزینه‌های تک‌واحدی را کاهش داد و آن را به گزینه‌ای مقرون‌به‌صرفه برای خریداران عادی تبدیل کرد. فورد برای مقابله با مشکل‌ها غیبت و تعویض مکرر کارکنان که تا ۴۰۰ درصد در سال می‌رسید، دستمزدها را به شکل چشمگیری افزایش داد، که این امر به کارگران امکان خرید محصول‌های تولیدی‌شان را داد و به مصرف گسترده منجر شد. مدل T به موفقیتی فراتر از انتظار دست یافت و توانست ۶۰ درصد از بازار خودروی ایالات متحده را به خود اختصاص دهد.
سیستم تولیدی مذکور از ارتباط سه عنصر هماهنگی، دقت و تخصص بهره می‌برد که فورد نمونه بارز آن بود.
شرکت فورد و مدیران ارشد خود کلمه «فوردیسم» را برای توصیف انگیزه‌ها یا ایدئولوژی خود استفاده نکردند. با این حال، بسیاری از معاصرها دیدگاه جهانی خود را به عنوان یک چارچوب قرار دادند و نام فوردگرایی را به آن اعمال کردند.

## تاریخچه
این اصطلاح در سال ۱۹۳۴ توسط آنتونیو گرامسی در مقاله‌ای با عنوان «آمریکایی‌گرایی و فوردگرایی» که در دفترچه‌های زندان خود نوشته بود، به اهمیت رسید. از آن زمان به بعد، توسط تعدادی از نویسندگان در زمینه‌های اقتصاد و جامعه‌شناسی، به‌ویژه در مارکسیسم، استفاده شده است.
طبق گفته چارلز اس مایر، مورخ آمریکایی، فوردگرایی در اروپا بوسیله تایلریسم جلو رفت، تکنیکی که با مطالعه علمی در مورد کارایی و انگیزه انسانی، نظم و ضبط کار و سازمان محل کار را شکل می‌دهد. این موضوع از اواخر قرن ۱۸ تا جنگ جهانی اول روشنفکران بسیاری را در اروپا، به خصوص در آلمان و ایتالیا به خود جذب کرد.
با این حال، از سال ۱۹۱۸ به بعد، هدف تفکر تایلریست در اروپا به «فوردگرایی» منتقل شد، در خط حرکت کنونی، سازماندهی مجدد کل فرایند تولید صورت بگیرد و استانداردسازی و بازار جمعی صورت گیرد. جذابیت بزرگ فوردگرایی در اروپا این بود که وعده داد تمام بقایای قدیمی جامعه قبل از سرمایه‌داری را با زیربنایی نوین اقتصاد، جامعه و حتی شخصیت انسان به معیارهای دقیق عقلانیت فنی از بین ببرد. افسردگی بزرگ چشم‌انداز یوتوپایی تکنوکراسی آمریکا را کم رنگ کرد، اما جنگ جهانی دوم و پیامدهای آن ایده‌آل را احیا کرد.
در دهه ۱۹۳۰، مارکسیست‌ها با الهام از اندیشه‌های گرامسی، مفهوم فوردگرایی را پرورش دادند و در دهه ۱۹۹۰ به تکامل رساندند. رابرت جی آنتونیو و الساندرو بونانو در سال ۲۰۰۰، توسعه فوردگرایی و مراحل بعدی توسعه اقتصادی را از جهانی‌شدن تا نئولیبرالیسم جهانی در طول قرن بیستم مورد بررسی قرار داده و بر نقش پررنگ ایالات متحده در فرایند جهانی‌شدن تأکید کرده‌اند. برای گرامسی، «فوردگرایی» نمادی از کار مکانیکی و فشرده برای افزایش تولید بود. آنتونیو و بونانو معتقدند که فوردگرایی، که در دهه‌های پس از جنگ جهانی دوم به اوج مصرف‌گرایی و سلطه آمریکایی رسیده بود، در دهه ۱۹۷۰ تحت تأثیر انتقادها سیاسی و فرهنگی به افول گرایید و در نهایت سقوط کرد.
پیشرفت‌های تکنولوژی و پایان جنگ سرد، مرحلهٔ جدیدی از جهانی‌شدن را با نام «نئولیبرالیسم» در دهه ۱۹۹۰ آغاز کرد. آنتونیو و بونانو همچنین نشان می‌دهند که عناصر منفی فوردگرایی، مانند نابرابری اقتصادی، همچنان باقی‌مانده‌اند و مشکلات فرهنگی و زیست‌محیطی مرتبط با آن را ایجاد می‌کنند. این موانع ممکن است از ظهور تلاش‌های آمریکا برای ترویج دموکراسی نیز باشند.
توماس هیوز، مورخ، بیان کرده است که چطور اتحاد جماهیر شوروی در دهه‌های ۱۹۲۰ و ۱۹۳۰ با اشتیاق به سیستم‌های فورد و تیلوریسم روی آورد و متخصصان و شرکت‌های مهندسی آمریکایی را برای ایجاد بخش‌هایی از زیربنای صنعتی نوین خود به کار گرفت. ایده‌های برنامه پنج ساله و اقتصاد دستوری برنامه‌ریزی شده، ریشه در تأثیر تیلوریسم بر اندیشه‌های شوروی دارند. هیوز، نقل قولی از جوزف استالین را آورده است:
"American efficiency is that indomitable force which neither knows nor recognizes obstacles; which continues on a task once started until it is finished, even if it is a minor task; and without which serious constructive work is inconceivable...The combination of the Russian revolutionary sweep with American efficiency is the essence of Leninism.": 251 
هیوز توضیح می‌دهد که چطور، با رشد و قدرت‌گیری اتحاد جماهیر شوروی، هر دو طرف شوروی و آمریکایی‌ها تصمیم گرفتند که نقش ایده‌ها و دانش آمریکایی را نادیده بگیرند یا از آن چشم‌پوشی کنند. شوروی‌ها این کار را انجام دادند چون می‌خواستند به عنوان بنیان‌گذاران سرنوشت خود شناخته شوند و به دشمنان خود بدهکار نباشند، در حالی که آمریکایی‌ها از این کار خودداری کردند چرا که نمی‌خواستند در دوران جنگ سرد، سهم خود را در پرورش یک رقیب قدرتمند به رسمیت بشناسند.

## پس از فوردیسم

تکنولوژی اطلاعات و تخصص برخی از ویژگی‌های پس از فوردگرایی هستند.

دورهٔ پس از فوردگرایی به عنوان «پس از فورد» یا «نوفورد» نیز شناخته می‌شود. در این دوره، سرمایه‌داری جهانی از مدل‌های فوردگرا دست برداشت و تغییراتی را در سیستم‌های تولیدی ایجاد کرد. از جمله، تلاش برای سازگاری با نیازها و تغییرات بازار و همچنین توجه به عناصر بهره‌وری (ROA) از جمله ویژگی‌های این دوره است. مفهوم «پس از فوردگرایی» (یا به‌عبارت دیگر، 'فرانسه پس از فوردگرایی') برای نشان دادن آنچه پس از دورهٔ فوردگرایی رخ داده است، به کار می‌رود.
در اقتصادهای پس از فورد:
- تکنولوژی‌های اطلاعات جدید از اهمیت برخوردارند.
- محصول‌ها در عوض بازارهای محدودی که به جای الگوهای مصرف جمعی مبتنی بر طبقه اجتماعی هستند، به بازار می‌روند.
- صنایع خدمات بر تولیدها غالب است.
- زنان نقش مهمی در چرخه تولید و نیروی کار هستند.
- بازارهای مالی جهانی شده‌اند.
- کارگران در طول زندگی خود منحصر به یک فعالیت و کار نیستند.
- «سیستم‌های در لحظه» که در آن محصول‌ها پس از سفارش بلافاصله تولید می‌شوند.

## مراجع فرهنگی
روبات‌های تولید انبوه در نمایشنامهٔ «R.U.R.» نوشتهٔ کارل چاپک، نمایانگر «تحول تروماتیک جامعه مدرن به دست جنگ جهانی اول و خط تولید فوردی» می‌باشند.
در رمان «دنیای قشنگ نو» نوشتهٔ آلدوس هاکسلی، یک مذهب مبتنی بر عبادت از هنری فورد، ویژگی مهمی از تکنوکراسی است. در این دنیای خیالی، اصول تولید انبوه نه تنها در صنعت، بلکه در تولید نسل انسان‌ها نیز به کار گرفته می‌شود.